# XM2010
XM2010 là loại súng bắn tỉa được thiết kế bởi PEO Soldier cho quân đội Hoa Kỳ. Nó được thiết kế dựa trên khẩu súng bắn tỉa M24 và có dự định sẽ thay thế khẩu M24. Sau một cuộc thi kiểm tra đầy đủ và mở cho công chúng, hãng Remington đã giành được hợp đồng đặt mua vũ khí. Việc đầu tiên là nâng cấp 250 khẩu súng bắn tỉa cho quân đội Hoa Kỳ.

## Lịch sử
Vào năm 2009 chính phủ Hoa Kỳ đã đặt mua các khẩu MK 248 MOD 1.300 Winchester Magnum một loại súng bắn tỉa sử dụng loại đạn .300 Winchester Magnum giống như khẩu Navy Mk.13 SWS thường được biết với tên M24 SWS. Nó có một loại đặc biệt được phát triển riêng có tên.300 Winchester Magnum Match Product Improvement sử dụng lõi Sierra MatchKing Hollow Point Boat Tail một loại đạn sẽ bay theo hình vòng cung khi bắn nó sẽ sử dụng lực hấp dẫn để làm tăng khả năng xuyên của mình vì thế nó đòi hỏi khoảng cách khá xa từ xạ thủ đến mục tiêu nó có sơ tốc bình thường là 869 m/s ± 15,2 m/s. Theo báo cáo của hải quân Hoa Kỳ thì loại đạn nâng cấp của.300 Winchester Magnum này nâng tầm bắn lên 1.300m. Loại đạn này giảm ảnh hưởng của gió khi viên đạn bay cũng như giảm tia lửa phát ra lúc bắn và có thể hoạt động ổn định trong phạm vi nhiệt độ -32 °C đến 74 °C (-25 °F đến 165 °F).
Vào tháng 9 năm 2010 quân đội Hoa Kỳ đã ký với Remington hợp đồng để chuyển đổi nâng cấp 3.600 khẩu M24E1 sử dụng loại đạn 7.62x51mm NATO thành XM2010 sử dụng loại đạn .300 Winchester Magnum.